# لب بن موسى
لب بن موسى بن موسى (820 - 875) أحد زعماء بني قسي ووالي طليطلة.
لب بن موسى هو ابن موسى بن موسى القسوي أحد زعماء المولدين، الذي حكم مناطق واسعة في حوض نهر أبرة خلال القرن التاسع الميلادي، وأمه الأميرة البشكنسية إنيغا أسوس ابنة إنيغو أريستا الزعيم البشكنسي.
أسره الجيش الذي أرسله الأمير عبد الرحمن الأوسط إلى بورخا لإخضاع تمرد أبيه عام 842 م، وظل أسيرًا في قرطبة حتى عام 844 م حيث أطلقه الأمير. وفي عام 859 م، أصبح لب واليًا على طليطلة، ولم تمض فترة طويلة حتى تحالف مع أردونيو الأول ملك أستورياس حتى وفاته عام 866، ثم تحالف مع وريثه ألفونسو الثالث ملك أستورياس بعد ذلك. بعد وفاة والده عام 862 م، خبت أسرة بني قسي، حتى عام 871 م، عندما طالب لب بولاية أرنيط، وبالتعاون مع أشقائه المطرف وفرتون وإسماعيل، استعادا معظم الأراضي التي كان والدهم قد سيطر عليها. فاستولى لب وإسماعيل على سرقسطة، والمطرف على وشقة، وفرتون على تطيلة. فشنّ عليهم الأمير محمد بن عبد الرحمن حملة بالتعاون مع بني تجيب. فانتزع منهم تطيلة ثم سرقسطة التي تولى الدفاع عنها ابنه محمد. كما خلع الموالون للأمير محمد المطرف عن وشقة، وسلموه وبنيه للأمير الذي صلبهم في قرطبة.
وفي 27 أبريل 875، توفي لب في حادث صيد، ودفن في بقيرة. أنجب لب بن موسى ثلاثة أولاد وهم محمد والمطرف وعيسى.